# Сявка
Сявка (мн. ч. — сявки) — гипотетический агрессивный гуманоид, характеризуемый яркой внешностью и опасным поведением. Являются центральным элементом ряда интернет-фольклорных и креативных теорий. Сведения о сявках носят неподтверждённый характер и относятся к области городских легенд.

## Содержание:
1. Внешний вид
2. Поведение и социальная структура
3. Способности и угрозы
4. Происхождение и интерпретации

## Внешний вид:
Сявки — гуманоиды без явно выраженных половых признаков. Их наиболее узнаваемой чертой является застывшая гримаса на лице: полуприкрытые глаза с расширенными зрачками и неестественно широкая, до ушей, улыбка, создающая впечатление блаженного экстаза.
Тело сявки лишено волосяного покрова. Кожные покровы находятся в состоянии постоянной хаотичной люминесценции, циклически меняя цвет всей палитры видимого спектра (от красного до фиолетового) с полным циклом приблизительно за одну секунду. Этот процесс непрерывен и не контролируется существом.

## Поведение и социальная структура:
- Стаи — группы особей, действующих согласованно. Составляют около 60% популяции.
- Одиночки — отдельные особи, ведущие самостоятельный образ жизни. Составляют около 40% популяции.

По характеру крайне агрессивны и территориальны. Любое существо, воспринятое как угроза, немедленно атакуется без предупреждения.

## Способности и угрозы:
Сявки обладают высокой скоростью передвижения. Их основным способом атаки является мощный хлопок сложенными вместе ладонями, производимый прямо перед собой. Хлопок генерирует мощную ударную волну, способную отбросить цель на значительное расстояние и вызвать временную контузию или оглушение в радиусе от 5 до 10 метров. Период перезарядки между атаками составляет примерно 0,5 секунды.
При гибели особи происходит уникальный процесс некролиза: через 5 секунд после смерти голова сявки отрывается и детонирует, создавая небольшую взрывную воронку. Тело особи при этом бесследно исчезает. Природа этого взрыва и исчезновения тела не изучена.

## Статус:
Сявка представляет собой феномен, возникший в контексте интернет-культуры и являющийся неотъемлемой частью современного фольклорного дискурса. Данный образ часто подвергается анализу как метафора слепой и иррациональной агрессии, проявляющейся в виде яркой и абсурдной внешней формы.